# مطار هرجيسا الدولي
مطار هرجيسا الدولي (إياتا:HGA / إيكاو:HCMH) هو مطار دولي يخدم مدينة هرجيسا عاصمة أرض الصومال. ويعد هذا المطار هو البوابة الجوية الدولية الوحيدة في أرض الصومال. وهو يرتبط برحلات جوية نحو الإمارات والسعودية والصومال وإثيوبيا.

## تاريخ
عرف المطار خسائر كبيرة في بنيته التحتية خلال الحرب الأهلية الصومالية، ولكن تم إصلاح المطار وتأهيله لاحقاً، وكانت الخطوط الجوية الإثيوبية من بين الشركات الأوائل في تقديم خطوط جوية تجارية بالمطار، وقد توقفت الشركة في سنة 2008 عن تشغيل رحلاتها للمطار لأسباب أمنية. واستمر هذا التوقف لخمسة سنوات، قبل أن تعود من جديد في سنة 2013 لإعادة تشغيل خط هرجيسا - أديس أبابا.
09-06-2015: تدشين فلاي دبي لخط هرجيسا - دبي.
04-07-2017: تدشين العربية للطيران لخط هرجيسا - الشارقة.

## شركات الطيران
| شركات الطيران           | الوجهات     |
| ----------------------- | ----------- |
| أفريكان إكسبريس         | مقديشو      |
| طيران دالو              | مقديشو، جدة |
| الخطوط الجوية الإثيوبية | أديس أبابا  |
| فلاي دبي                | دبي         |
| العربية للطيران         | الشارقة     |